# Нунавут
Ну̀навут (NU; на английски: Nunavut; на инуктитут: ᓄᓇᕗᑦ) е най-голямата територия на Канада.
Има обща площ от 2 093 190 км² и население от 30 782 жители (2006). Неговата столица е град Икалуит, намиращ се на южния край на остров Бафинова земя.
Това е най-новата територия на Канада, създадена чрез отделяне от Северозападните територии на 1 април 1999 г.

## География
Територия Нунавут граничи на запад и югозапад със Северозападните територии, с провинция Манитоба на юг, има и малка островна граница с провинция Нюфаундленд и Лабрадор, а на изток – със залива Хъдсън.